# بيني أوركيديز
بيني أوركيديز (بالإنجليزية: Benny Urquidez)‏ هو ملاكم كيك بوكسينغ ولاعب كاراتيه وملاكم ولاعب تايكوندو وممثل أمريكي، ولد في 20 يونيو 1952 في الولايات المتحدة.

## أعمال

### أفلام
- (1994) قتال الشوارع[4][5]

## وصلات خارجية
- بيني أوركيديز على موقع IMDb (الإنجليزية)
- بيني أوركيديز على موقع قاعدة بيانات الأفلام السويدية (السويدية)
- بيني أوركيديز على موقع قاعدة بيانات الفيلم (الإنجليزية)